# Yves Chaudouët

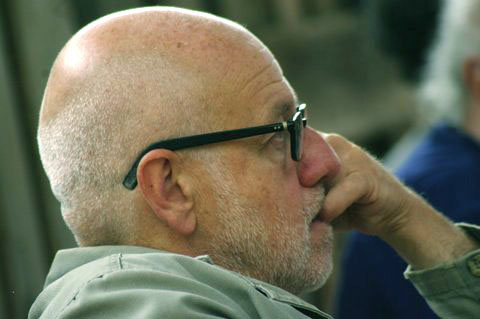
Yves Chaudouët

Yves Chaudouët (* 1959 in Paris) ist ein französischer Künstler.

## Biografie
Chaudouët  studierte an der École nationale supérieure des beaux-arts de Paris und übernahm eine Professur an der École européenne supérieure de l’Image Poitiers-Angoulême.

## Ausstellungen (Auswahl)
- 2001: 6. Biennale d’art contemporain de Lyon
- 1999: AiR. Artist in Residence - Vienna, Artothek des Bundes, Salle de Bal, Institut Français de Vienne

## Werke in Öffentlichen Sammlungen
Deutschland
- Situatives Brachland Museum, Bochum

Österreich
- Albertina, Wien
- Bundeskanzleramt, Wien

Frankreich
- Artothèque du Limousin, Limoges
- Artothèque d’Auxerre
- Bibliothèque Kandinsky, Centre Georges-Pompidou, Paris
- Bibliothèque nationale de France
- Collection d’art contemporain de la ville de Paris
- FRAC - Limousin, Limoges
- Fonds Régional d’art contemporain du Limousin
- Fonds national d’art contemporain
- Ministère des affaires étrangères, Paris

Schweiz
- Musée d’art et d’histoire, Genève

Vereinigte Staaten
- Birmingham Museum of Art, Birmingham, Alabama
- New York Public Library, NYC